# Etienne de Gerlache
Etienne Constantin baron de Gerlache (Biourge, 25 december 1785 - Elsene, 10 februari 1871) was advocaat, politicus en magistraat in het Verenigd Koninkrijk der Nederlanden en in België.

## Familie en jeugdjaren
De Gerlache werd geboren in Biourge (deel van Bertrix) en was het twaalfde kind van jonkheer François de Gerlache (1743-1791) en van Marguerite de Groulart (1744-1817). Zijn vader was eigenaar van de hoogovens van Waillimont en stierf toen Constantin nog zeer jong was. In 1844 verkreeg hij, samen met andere familieleden, adelserkenning en voor zichzelf de erfelijke baronstitel. Hij was broer van Jean Baptiste Anne de Gerlache de Biourge. Hij trouwde in 1813 met Anne Buschmann (Sankt Vith, 1787 - Elsene, 1839). Ze kregen drie zoons en twee dochters, maar geen verdere nakomelingen. Zijn vrouw en drie van zijn kinderen stierven voor hem.
Onder de Franse bezetting verbleef hij op het familiekasteel. Van juli 1797 tot september 1798 verbleef hij in Ethe bij pastoor Théodore-Henri Welter, die hem onderwijs gaf. Vanaf april 1801 was het de pastoor van Rossignol, Lhommel, die hem Latijn en geschiedenis onderwees. In 1804 trok hij naar Parijs en studeerde aan de École de droit de la Sorbonne. In 1806 werd hij licentiaat in de rechten en schreef zich in aan de balie van Parijs. In 1811 werd hij advocaat bij het Franse Hof van Cassatie.

## Verenigd Koninkrijk der Nederlanden
In 1818 kwam hij in Luik wonen en in 1821 werd hij er gemeenteraadslid. Hij nam aan het culturele leven deel, onder meer als lid van de Société d'Emulation, waar hij een voordracht gaf over André-Modeste Grétry, die hij in Parijs had gekend. In 1823 werd hij ook lid van de Provinciale Staten van de Nederlandse provincie Luik.
In juli 1824 werd hij lid van de Staten-Generaal en nam stilaan een kritische houding aan tegenover het beleid van koning Willem I, meer bepaald betreffende de vrijheid van onderwijs en de persvrijheid. Hij werd weldra de katholieke voorman in deze aangelegenheden.
In Luik kwam stilaan toenadering tot stand tussen katholieken en liberalen die dezelfde of gelijklopende grieven hadden tegen de politiek die gevoerd werd in het Verenigd Koninkrijk. In juli 1828 werd De Gerlache herkozen, ondanks tegenkanting vanwege de regering, met de steun van zowel de Luikse katholieken als liberalen, onder de aansporing van Charles Rogier en Paul Devaux. Op talrijke punten begon hij toen de regering aan te vallen. Hij verklaarde dat een revolutie nakende was.

## Koninkrijk België
In 1830, tijdens de Belgische Revolutie, werd het in Luik onrustig en De Gerlache richtte mee een veiligheidscomité op om de toestand te beheersen. Hij vertrok daarop naar Brussel om er zijn collega's te spreken en aan te dringen opdat ze samen naar Den Haag zouden trekken om er de bestuurlijke scheiding te eisen. Hij verklaarde zich op 7 september tegenstander van de oprichting van een 'Voorlopig Bewind'. 's Namiddags maakte hij deel uit van de afvaardiging die met de kroonprins ging onderhandelen over een bestuurlijke scheiding. De volgende dag vertrok hij, met de andere parlementsleden, naar Den Haag. De toestand evolueerde snel en ondertussen was de eenzijdige afscheiding van België een feit.
Het Voorlopig Bewind in Brussel stelde Gerlache aan tot voorzitter van de grondwetscommissie. Op enkele dagen werden de hoofdlijnen voor een nieuwe Grondwet vastgelegd en kregen Jean-Baptiste Nothomb en Paul Devaux de opdracht een tekst op te stellen.
Bij de verkiezingen voor het Nationaal Congres van 27 oktober 1830 werd Gerlache voor het arrondissement Luik verkozen, met het meeste aantal stemmen. Drie dagen later werd hij ook tot Luiks gemeenteraadslid verkozen. Hij werd, na Surlet de Chokier, tot eerste ondervoorzitter van het Nationaal Congres verkozen. Als hervormingsgezind katholiek stemde hij voor de onafhankelijkheid en de monarchie. Hij verheugde zich over de inschrijving in de Grondwet van de grote vrijheden: eredienst, onderwijs, pers en vereniging, over de onafhankelijkheid van het gerecht en over de invoering van de ministeriële verantwoordelijkheid.
Toen Surlet de Chokier tot regent werd verkozen, werd De Gerlache voorzitter van het Congres en ook voorzitter van de Ministerraad. Deze regering, benoemd door de regent, bestond uit De Gerlache, als enige katholiek, naast de liberalen Goblet, Gendebien, Van de Weyer, De Brouckère en Tielemans. Ze hield het maar een maand vol, van 26 februari tot 23 maart 1831. De Gerlache moest al op 15 maart ontslag nemen, vanwege het liberale verzet tegen hem. Ondanks de kortstondigheid van zijn ambt, en alhoewel de functie van eerste minister toen niet bestond, - de regent en later de koning zaten zelf de regering voor -, wordt hij soms genoemd als de eerste Belgische eerste minister. Eigenlijk niet terecht, want het was aan Goblet d'Alviella dat de regent de opdracht gaf een regering te vormen. In de rij van Belgische regeringen na 1830 staat de eerste - het 'Voorlopig Bewind' niet meegerekend - dan ook als 'kabinet Goblet' genoteerd.
Op 9 juli 1831 loodste De Gerlache het Verdrag der XVIII artikelen, ondanks hevige tegenstand, veilig door het Congres en was de weg open voor de aanstelling van Leopold I. Bij de eedaflegging op 21 juli, stond Gerlache naast de koning.
In september 1831 werd hij in Luik verkozen voor de Kamer van volksvertegenwoordigers, waarvan hij voorzitter werd tot in de zomer van 1832. Hij besliste toen, om onopgehelderde motieven, de politiek te verlaten. Hij werd voorzitter van het Hof van Cassatie, het nieuwe hoogste gerechtshof, zonder voordien enige noemenswaardige beroepsfunctie als magistraat te hebben uitgeoefend. Hij bleef dat tot 1867 en droeg op beslissende wijze bij tot de stevige organisatie van de rechterlijke macht.
Toen de katholieken van verschillende politieke tendensen in 1863 voor het eerst in Mechelen bijeenkwamen, werd De Gerlache tot voorzitter gekozen. Ook het jaar daarop zat hij de Mechelse conferentie voor, waar liberale katholieken en ultramontanen zich verenigden om samen de macht aan de liberalen te ontnemen, waar ze in 1870 voor het eerst zouden in slagen.

## Geschiedenis en caritas

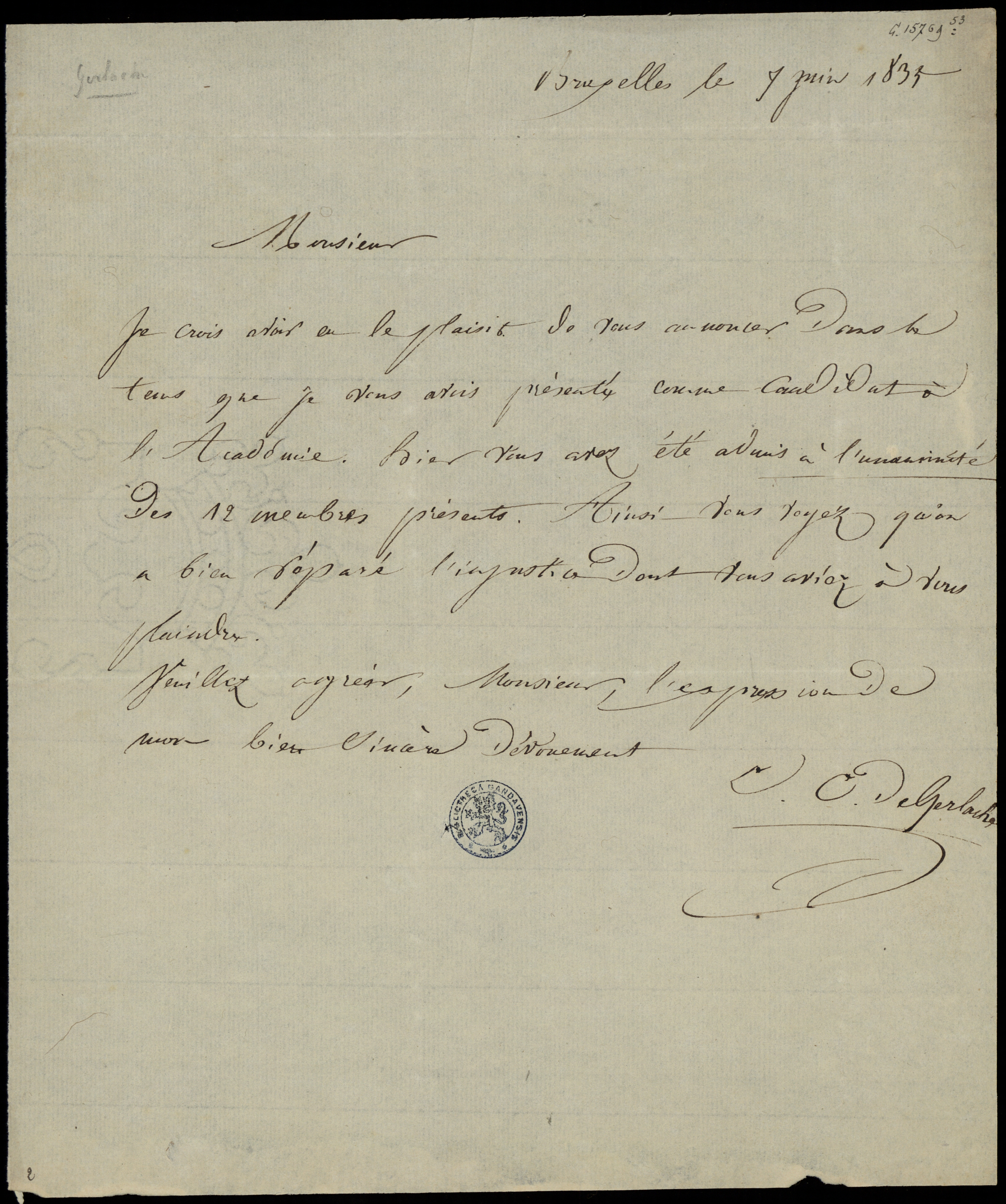
Brief van Étienne de Gerlache aan Jan Frans Willems (1835)

De historische belangstelling van De Gerlache uitte zich in zijn talrijke publicaties die na zijn dood in zes volumes werden verzameld.
In 1833 werd hij lid benoemd van de Académie royale des sciences, des lettres et des beaux-arts de Belgique en vanaf 1836 was hij er bij herhaling voorzitter van. Hij was ook herhaaldelijk voorzitter van de Klasse der Letteren. Hij werd ook lid vanaf 1844 van de Raad van Adel en was er van 1867 tot aan zijn dood voorzitter van. In 1834 werd hij stichtend voorzitter van de Koninklijke Commissie voor Geschiedenis en bleef dit eveneens tot aan zijn dood.
Hij was ook zeer actief op het caritatieve vlak:
- beheerder van het Tehuis voor kinderen lijdende aan rachitis, in Elsene;
- voorzitter van de Sint Franciscus Régis vereniging voor het bekostigen van het huwelijk bij hulpbehoevenden;
- algemeen voorzitter van de Sint-Vincentiusverenigingen.

## Eretekens
- Grootlint in de Leopoldsorde
- Officier van het Legioen van Eer
- Commandeur in de Orde van Pius
- Orde van Sint-Gregorius de Grote

## Publicaties
Volledige bibliografie in:
- J.-J. Thonissen, Notice sur la vie et les travaux du baron Etienne-Constantin de Gerlache in: Annuaire de l'Académie royale des sciences, des Lettres et des Beaux-Arts de Belgique, 1874, blz. 221-228.
- Bibliographie nationale, Dictionnaire des écrivains belges et catalogue de leurs publications, t. I, blz. 392-393.
- Oeuvres complètes de Gerlache, 6 volumes.
- Histoire de Liège depuis César jusqu'à la fin du XVIIIe siècle.
- Histoire du royaume des Pays-Bas.
- Essai sur les grandes époques de notre histoire nationale.
- Essai sur Grétry.
- Essai sur Salluste.